# Parafia Nawiedzenia Najświętszej Maryi Panny w Kumowie
Parafia Nawiedzenia Najświętszej Maryi Panny w Kumowie – parafia rzymskokatolicka w Kumowie Plebańskim, należąca do archidiecezji lubelskiej i Dekanatu Chełm – Wschód. Została erygowana w 1434. Mieści się pod numerem 14A. Parafię prowadzą księża diecezjalni.
Od 2022 proboszczem jest ks. dr Andrzej Sereda.

## Zasięg parafii
Do parafii należą wierni z następujących miejscowości: Alojzów, Dębina, Haliczany, Kasiłan, Koczów, Kumów Majoracki, Kumów Plebański, Leszczany, Leśniowice, Mołodutyn, Rozdziałów-Kolonia, Rozdziałów, Sielec i Wolawce.